# 圍魏救趙
圍魏救趙是兵法「三十六計」的第二計。原文注釋為：「共敵不如分敵，敵陽不如敵陰。」此計之意思是：
- 攻打正面強大集中之敵人，不如設法分散它而後再打；例如利用敵人之精銳正在攻打另一國家，並且兩軍相持不下時，趁機攻佔敵方本土，迫使敵人退兵或分兵；
- 先打擊氣勢旺盛的敵人，不如尋找機會先打擊敵人虛弱之地方，消滅敵人。

## 按語
治兵如治水；銳者避其鋒，如導疏；弱者塞其虛，如築堰。故當齊救趙時，孫子謂田忌曰：「夫解雜亂糾紛者不控拳，救鬥者，不搏擊，批亢搗虛，形格勢禁，則自為解耳。」

## 典故
來自「孫臏救趙」的故事。戰國時代，周顯王十五年（公元前354年），魏圍趙都邯鄲；次年，趙向齊國求救。齊威王命田忌、孫臏率軍援救。孫臏認為魏文惠王以精銳攻趙，國內空虛，遂引兵攻魏都大梁（今河南開封）。果然逼使魏將龐涓趕回應戰。孫臏又在桂陵（今河南長垣，另說今山東菏澤）伏襲，大敗魏軍。

### 孫臏謀劃
初時田忌計劃奔赴邯鄲，與魏軍主力決戰，內外夾擊，解邯鄲之圍。但孫臏認為這不利於齊國，於是提出了更為創新和可行的方法，即「批亢搗虛」與「疾走大梁」。「批亢搗虛」即是避實擊虛，攻其所必救，使敵人出現後顧之憂，前線之圍便會自動解開。「疾走大梁」即是以迅雷不及掩耳之勢向魏國重城大梁進逼，以切斷魏國的運輸要道，並攻其所不備。這樣一來，魏軍定必回師自救，齊軍則可乘其疲憊於路，一舉擊敗魏軍，而趙國之圍則自動解除。

### 龐涓中計
孫臏這一招「批亢搗虛」使得田忌甚為拜服，立即採用。於是，齊軍主力，直攻大梁。在此危急存亡之際，雖然邯鄲已破，魏軍卻只留少數兵力，留守邯鄲。由主帥龐涓親率主力回馳大梁。同時，齊軍已於桂陵設伏，準備截擊魏軍。魏軍由於長期在外作戰，疲態畢露，再加長途跋涉之急速行軍，士兵皆戰力大降。於是齊魏一交戰，魏軍大敗，魏軍主帥龐涓被擒，與之有仇的孫臏放過了他。結果趙國之圍解除，邯鄲亦失而復得。「批亢搗虛」由於在桂陵之戰，充份實踐。因此，後世以「圍魏救趙」來稱呼此策略。
1. ↑  s:戰國策/卷08#邯鄲之難
2. ↑  s:孫子略解/07